# آرتونی
آرتونی (به فرانسوی: Artenay) یک کمون در فرانسه است که در canton of Artenay واقع شده‌است. آرتونی ۲۰٫۵ کیلومتر مربع مساحت دارد.